# Galindo II. Aznárez
Galindo II. Aznárez († zwischen 922 und 924) war ein Graf von Aragón im späten 9. und frühen 10. Jahrhundert aus dem Haus Galíndez. Er war ein Sohn des Grafen Aznar II. Galíndez und der Oneca, einer Tochter des Königs García Íñiguez von Pamplona.
Mit der Unterstützung seines Schwagers, König Fortún Garcés, gründete Galindo 893 die Abtei San Julián de Labasal. Auch gründete er 920 die Abtei San Martín de Cercito bei Acumuer und baute zu einem unbekannten Zeitpunkt die Burg von Atarés. Im Jahr 922 tätigte der König Sancho I. von Navarra eine Schenkung an die Abtei San Pedro de Siresa unter Erwähnung des amtierenden Grafen Galindo. Galindo II. starb noch zur Regierungszeit des Königs Ordoño II. von León (910–924). Er hatte seine Erbtochter mit dem König García I. von Navarra vermählt, wodurch der Erbgang des Hauses Jiménez in Aragón und dessen Vereinigung mit Navarra eingeleitet wurde.
Galindo II. war zwei Mal verheiratet. Seine erste Frau war Acibella, eine Tochter des Herzogs García II. Sánches von Gascogne. Mit ihr hatte er drei Kinder:
- Tota Galíndez; ⚭ mit Graf Bernard I. von Ribagorza
- Redemptus Galíndez.
- Mirón Galíndez.

Seine zweite Frau war Sancha Garcés, Tochter eines García Jiménez, der wohl mit dem gleichnamigen König identisch war. Ihre Kinder waren:
- Aznar Galíndez.
- Andregoto Galíndez († nach 971), Gräfin von Aragón; ⚭ mit König García I. von Navarra.
- Velásquita Galíndez.

Darüber hinaus listet der Codex de Roda noch einige uneheliche Kinder von ihm auf.